# Nipoti miei diletti
Pour plus de détails, voir Fiche technique et Distribution.
Nipoti miei diletti est une comédie érotique italienne réalisée par Franco Rossetti et sortie en 1974.

## Synopsis
Elisabetta Cenci-Lisi appartient à la bourgeoisie de la Toscane, elle est la tante, de trois garçons adolescents. En 1935 le régime fasciste impose sa dictature en Italie, dont la propagande réussit à attirer les jeunes à s'engager volontairement dans la guerre coloniale en Abyssinie. Elisabetta a toujours été pacifiste et elle recourt à l'arme de la séduction pour les détourner de leur choix ; à leur insu, ils vivent leur histoire d'amour avec leur tante, jusqu'à ce que les jeunes gens, une fois leurs pulsions assouvies, sont appelés à s'enrôler cette fois dans la guerre civile espagnole.
Les voyant partir en train, elle tente en vain de les dissuader par un strip-tease désespéré à la gare.

## Fiche technique
- Titre original italien : Nipoti miei diletti[1] (litt. « Mes petits-enfants chéris »)
- Réalisateur : Franco Rossetti
- Scénario : Franco Rossetti, Francesco Milizia (it)
- Photographie : Roberto Girometti
- Montage : Giuseppe Baghdighian
- Musique : Gianni Marchetti
- Costumes : Gaia Romanini (it)
- Maquillage : Manlio Rocchetti
- Production : Gianni Minervini
- Sociétés de production : Pan Hubris Productions
- Pays de production :  Italie
- Langue originale : italien
- Format : Couleurs
- Durée : 100 minutes
- Genre : Comédie érotique italienne
- Dates de sortie :
  - Italie : 7 juin 1974 (Milan)

## Distribution
- Adriana Asti : Elisabetta Cenci Lisi
- Marc Porel : Marco
- Gianluigi Chirizzi : Ippolito
- Mattia Sbragia : Giovannino
- Antonio Falsi : Nazzareno
- Maurizio Bonuglia : Andrea
- Renzo Palmer : Menico
- Luciano Salce : Don Vittorio
- Romolo Valli : Trèves
- Pina Cei : Dade, la gouvernante

## Production
Plusieurs extérieurs ont été tournés à Chiusi, dans la province de Sienne, mentionnée dans le générique. Le domaine du personnage joué par Adriana Asti est situé à Dolciano.
La scène finale dans laquelle Adriana Asti se dénude a été tournée dans la gare de Rome-San Pietro, à quelques pas du Vatican ; l'épisode a suscité la controverse, notamment en raison de la présence de certaines personnes religieuses. 